# عبد الحميد (سياسي هندي)
عبد الحميد هو سياسي هندي، ولد في 1940. في الانتخابات العمومية الهندية 1984 ‏، انتخب عضو لوك سابها الثامنة ‏.